# 300124 Alessiazecchini
300124 Alessiazecchini è un asteroide della fascia principale. Scoperto nel 2006, presenta un'orbita caratterizzata da un semiasse maggiore pari a 3,1669203 au e da un'eccentricità di 0,0790211, inclinata di 8,60240° rispetto all'eclittica.